# Georgi Moskow
Georgi Moskow (bg. Георги Москов; ur. 27 sierpnia 1936) – bułgarski zapaśnik walczący w stylu klasycznym. Olimpijczyk z Rzymu 1960, gdzie zajął dwunaste miejsce w kategorii 52 kg.